# Nicolás Varrone
Nicolás Martín Varrone (Ingeniero Maschwitz, Escobar, Buenos Aires, Argentina; 6 de diciembre de 2000) es un piloto de automovilismo argentino. Fue campeón de V de V Challenge en 2018, y tercero en la clase LMP3 de la Michelin Le Mans Cup en 2021. Actualmente compite en distintos campeonatos de resistencia, destacándose como campeón de la clase LMGTE Am del Campeonato Mundial de Resistencia de la FIA en 2023, y doble vencedor de clase en las 24 Horas de Le Mans de 2023 (GTE-Am) y 2024 (LMP2 Pro-Am), y en las 24 Horas de Daytona de 2023 (LMP3).

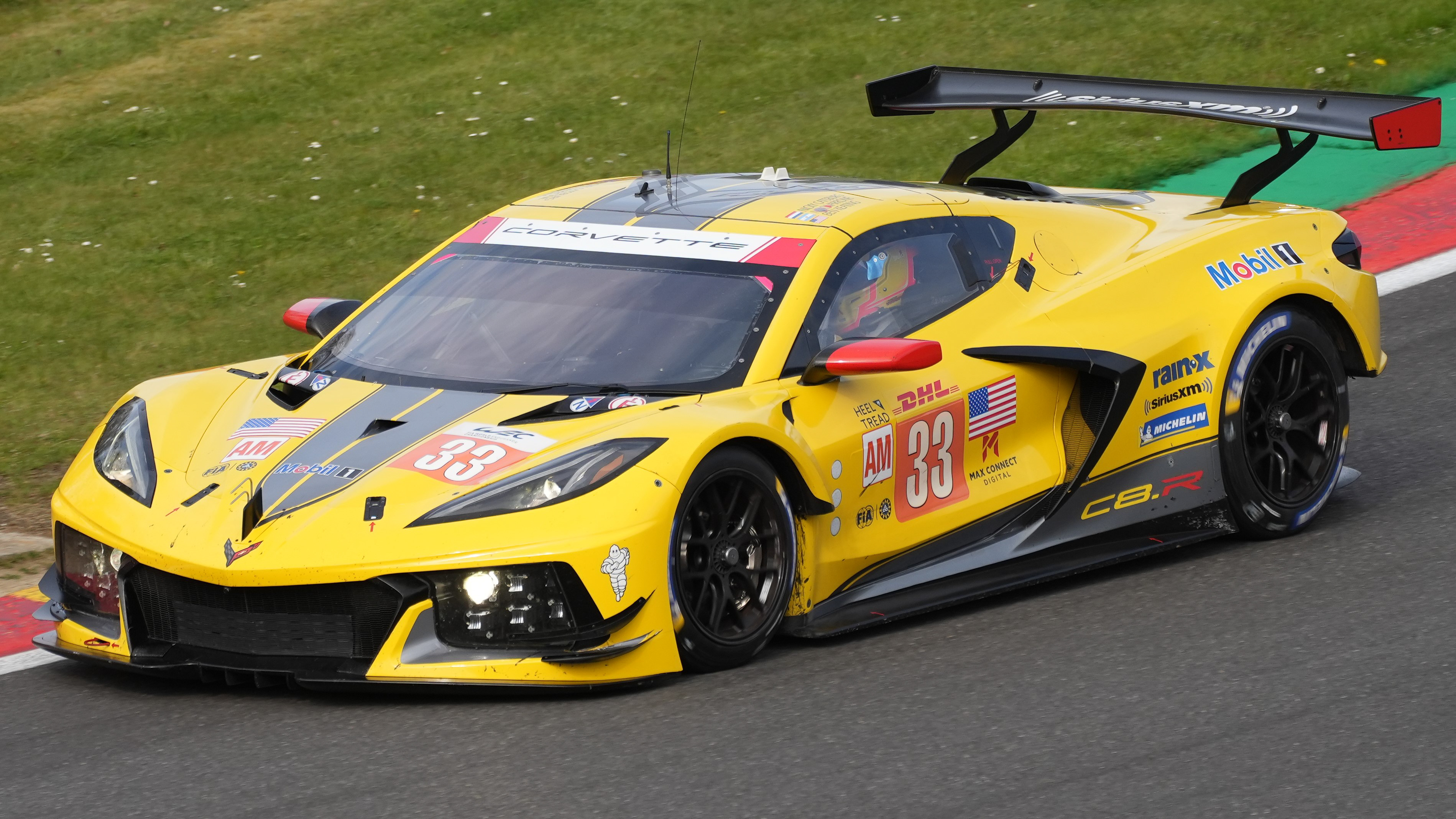
Chevrolet Corvette C8.R manejado por Varrone en las 6 Horas de Spa-Francorchamps 2023.

## Carrera deportiva
Tras competir en karts y brevemente en monoplazas en Argentina, Varrone viajó a Europa en 2018 a competir en la V de V Challenge, consiguiendo un asiento en Inter Europol gracias a su representante José Manuel Balbiani. A pesar de cambiar de equipo a mitad de temporada por motivos presupuestarios, el argentino ganó el campeonato. Al año siguiente, participó en algunas fechas de la BRDC Fórmula 3, ganando una carrera en Spa.
En 2020 ingresó al equipo Rinaldi Racing, el cual participa en diversos campeonatos de gran turismos y sport prototipos. Al año siguiente finalizó tercero en la Michelin Le Mans Cup (clase LMP3), con chances de ganar el campeonato hasta la última carrera. En 2022, el equipo lo fichó para competir en la clase LMGTE de la European Le Mans Series junto a Pierre Ehret, en un Ferrari 488 GTE Evo. Lograron la pole y la victoria de la primera carrera en Paul Ricard, pero finalmente quedaron 11.º en el campeonato. Ese año, también compitieron en las 24 Horas de Le Mans junto a un tercer piloto, Christian Hook, bajo la entrada de Iron Lynx.
En enero de 2023, Varrone fichó por Corvette Racing para disputar la clase LMGTE Am del Campeonato Mundial de Resistencia 2023 al volante de un Chevrolet Corvette C8.R. Debutó en la categoría con una victoria en las 1000 Millas de Sebring. Antes de eso, en verano participó en la Asian Le Mans Series en LMP3 y ganó las 24 Horas de Daytona de IMSA SportsCar Championship en dicha clase. En el WEC, Varrone y su equipo tuvieron un año exitoso, logrando tres victorias, entre ellas las 24 Horas de Le Mans, así como la vuelta más rápida establecida en dicha carrera. Como resultado, el argentino ascendió al rango de oro de la FIA de cara a 2024.
En 2024 se convirtió en piloto oficial de Corvette para competir clase GTD del IMSA. Sin embargo, después de retirarse en las dos primeras carreras de la temporada debido a problemas con la unidad, su equipo, AWA Racing, y su compañero de equipo Anthony Mantella decidieron retirarse de la serie. Varrone pronto encontraría otro equipo, uniéndose a los ganadores de las 24 Horas de Nürburgring, Frikadelli Racing, para el evento de 2024 junto con Luca Ludwig, Daniel Keilwitz y Felipe Fernández. En abril, AF Corse lo fichó para disputar la clase LMGT3 e hizo su regreso a la European Le Mans Series. Corrió cinco carreras y logró un podio en el circuito de Spa-Francorchamps, ubicándose 12.º en el Campeonato de Pilotos. El 13 de diciembre, Varrone realizó pruebas de Fórmula 2 en Yas Marina con el equipo AIX Racing. En la sesión de la tarde de dicha jornada, logró el segundo mejor tiempo del test, quedando detrás del español Pepe Martí.

## Resumen de carrera
| Temporada | Categoría                                              | Equipo                                      | Carreras     | Victorias    | Poles        | VR           | Podios       | Puntos       | Pos.         |
| --------- | ------------------------------------------------------ | ------------------------------------------- | ------------ | ------------ | ------------ | ------------ | ------------ | ------------ | ------------ |
| 2016      | Fórmula Renault 2.0 Argentina                          | MS Racing Car                               | 4            | 0            | 0            | 0            | 0            | 15           | 27.º         |
| 2017      | Fórmula Renault 2.0 Argentina                          | MS Racing                                   | 24           | 0            | 0            | 0            | 0            | 103          | 20.º         |
| 2018      | V de V Challenge                                       | Inter Europol Competition                   | 4            | 1            | 3            | 2            | 3            | 546          | 1.º          |
| 2018      | V de V Challenge                                       | TS Corse                                    | 10           | 5            | 10           | 6            | 8            | 546          | 1.º          |
| 2018      | Fórmula Renault 2.0 Argentina                          | MS Racing                                   | 14           | 0            | 0            | 0            | 0            | 107          | 18.º         |
| 2019      | BRDC Fórmula 3                                         | Hillspeed                                   | 9            | 1            | 0            | 0            | 2            | 109          | 17.º         |
| 2020      | International GT Open - GT3 Pro                        | Team Lazarus                                | 2            | 1            | 0            | 0            | 1            | 0            | NC           |
| 2020      | Michelin Le Mans Cup - LMP3                            | Rinaldi Racing                              | 1            | 0            | 0            | 0            | 0            | 10           | 24.º         |
| 2020      | BRDC Fórmula 3                                         | Chris Dittmann Racing                       | 7            | 0            | 0            | 0            | 0            | 58           | 20.º         |
| 2021      | GT World Challenge Europe Endurance Cup - Copa Silver  | Rinaldi Racing                              | 1            | 0            | 0            | 0            | 0            | 0            | NC           |
| 2021      | Michelin Le Mans Cup - LMP3                            | Rinaldi Racing                              | 7            | 0            | 0            | 0            | 2            | 68           | 3.º          |
| 2022      | European Le Mans Series - LMGTE                        | Rinaldi Racing                              | 6            | 1            | 1            | 0            | 1            | 39           | 11.º         |
| 2022      | 24 Horas de Le Mans - LMGTE Am                         | Iron Lynx                                   | 1            | 0            | 0            | 0            | 0            | N/A          | 17.º         |
| 2022      | 24H GT Series - GT3                                    | Wochenspiegel Team Monschau                 | 1            | 1            | 0            | 1            | 1            | 0            | NC           |
| 2022      | IMSA SportsCar Championship - LMP3                     | FastMD Racing                               | 1            | 0            | 1            | 0            | 0            | 315          | 29.º         |
| 2023      | IMSA SportsCar Championship - LMP3                     | AWA                                         | 4            | 1            | 0            | 0            | 2            | 882          | 13.º         |
| 2023      | Asian Le Mans Series - LMP3                            | WTM by Rinaldi Racing                       | 4            | 0            | 4            | 1            | 1            | 31           | 5.º          |
| 2023      | Campeonato Mundial de Resistencia de la FIA - LMGTE Am | Corvette Racing                             | 6            | 3            | 0            | 1            | 5            | 164          | 1.º          |
| 2023      | 24 Horas de Le Mans - LMGTE Am                         | Corvette Racing                             | 1            | 1            | 1            | 0            | 1            | N/A          | 1.º          |
| 2023      | GT World Challenge Europe Endurance Cup                | AF Corse                                    | 1            | 0            | 0            | 0            | 0            | 0            | NC           |
| 2024      | IMSA SportsCar Championship - GTD                      | AWA                                         | 2            | 0            | 0            | 0            | 0            | 251          | 56.º         |
| 2024      | IMSA SportsCar Championship - LMP2                     | DragonSpeed                                 | 1            | 0            | 0            | 1            | 0            | 230          | 54.º         |
| 2024      | Nürburgring Langstrecken-Serie - SP9                   | Frikadelli Racing Team                      | 1            | 0            | 0            | 0            | 0            | 3            | 48.º         |
| 2024      | 24 Horas de Nürburgring - SP9                          | Frikadelli Racing Team                      | 1            | 0            | 0            | 1            | 0            | N/A          | 12.º         |
| 2024      | European Le Mans Series - LMGT3                        | AF Corse                                    | 5            | 0            | 0            | 1            | 1            | 43           | 12.º         |
| 2024-25   | Asian Le Mans Series - GT                              | AF Corse                                    | 4            | 0            | 0            | 0            | 0            | 9            | 19.º         |
| 2025      | IMSA SportsCar Championship - GTP                      | Corvette Racing by Pratt Miller Motorsports | Disputándose | Disputándose | Disputándose | Disputándose | Disputándose | Disputándose | Disputándose |
| 2025      | Campeonato Mundial de Resistencia de la FIA - Hypercar | Proton Competition                          | Disputándose | Disputándose | Disputándose | Disputándose | Disputándose | Disputándose | Disputándose |
| 2025      | 24 Horas de Le Mans - Hypercar                         | Proton Competition                          | 1            | 0            | 0            | 0            | 0            | N/A          | 13.º         |
| Fuente:   |                                                        |                                             |              |              |              |              |              |              |              |

## Resultados

### European Le Mans Series
(Clave) (negrita indica pole position) (cursiva indica vuelta rápida)

| Año  | Escudería      | Clase | Automóvil           | 1   | 2   | 3   | 4   | 5   | 6   | Pos. | Puntos | Ref.   |
| ---- | -------------- | ----- | ------------------- | --- | --- | --- | --- | --- | --- | ---- | ------ | ------ |
| 2022 | Rinaldi Racing | LMGTE | Ferrari 488 GTE Evo | LEC | IMO | MNZ | BAR | SPA | POR | 11.º | 39     | [ 17 ] |
| 2022 | Rinaldi Racing | LMGTE | Ferrari 488 GTE Evo | 1   | Ret | 6   | 9   | 10  | 9   | 11.º | 39     | [ 17 ] |
| 2024 | AF Corse       | LMGT3 | Ferrari 296 GT3     | BAR | LEC | IMO | SPA | MUG | POR | 12.º | 43     | [ 18 ] |
| 2024 | AF Corse       | LMGT3 | Ferrari 296 GT3     |     | 6   | 6   | 3   | 4   | Ret | 12.º | 43     | [ 18 ] |

### 24 Horas de Le Mans
| Año     | Equipo             | Copilotos                      | Automóvil               | Clase    | Vueltas | Pos. | Pos. Clase |
| ------- | ------------------ | ------------------------------ | ----------------------- | -------- | ------- | ---- | ---------- |
| 2022    | Iron Lynx          | Pierre Ehret Christian Hook    | Ferrari 488 GTE Evo     | GTE Am   | 324     | 53.º | 17.º       |
| 2023    | Corvette Racing    | Nicky Catsburg Ben Keating     | Chevrolet Corvette C8.R | GTE Am   | 313     | 26.º | 1.º        |
| 2024    | AF Corse           | Ben Barnicoat François Perrodo | Oreca 07-Gibson         | LMP2     | 297     | 18.º | 4.º        |
| 2025    | Proton Competition | Neel Jani Nico Pino            | Porsche 963             | Hypercar | 383     | 13.º | 13.º       |
| Fuente: |                    |                                |                         |          |         |      |            |

### IMSA SportsCar Championship
(Clave) (negrita indica pole position) (cursiva indica vuelta rápida)

| Año  | Escudería     | Clase | Automóvil                    | 1   | 2   | 3   | 4   | 5   | 6   | 7   | 8   | 9   | 10  | Pos. | Puntos | Ref.  |
| ---- | ------------- | ----- | ---------------------------- | --- | --- | --- | --- | --- | --- | --- | --- | --- | --- | ---- | ------ | ----- |
| 2022 | FastMD Racing | LMP3  | Duqueine M30 - D-08          | DAY | SEB | MDO | WGL | MOS | ELK | PET |     |     |     | 29.º | 315    | [ 3 ] |
| 2022 | FastMD Racing | LMP3  | Duqueine M30 - D-08          | 4   |     |     |     |     |     |     |     |     |     | 29.º | 315    | [ 3 ] |
| 2023 | AWA           | LMP3  | Duqueine M30 - D-08          | DAY | SEB | WGL | MOS | ELK | IMS | ATL |     |     |     | 13.º | 882    | [ 3 ] |
| 2023 | AWA           | LMP3  | Duqueine M30 - D-08          | 1   | 4   | 3   |     |     |     | 7   |     |     |     | 13.º | 882    | [ 3 ] |
| 2024 | AWA           | GTD   | Chevrolet Corvette Z06 GT3.R | DAY | SEB | LBH | LGA | WGL | MOS | ELK | VIR | IMS | PET | 56.º | 251    | [ 3 ] |
| 2024 | AWA           | GTD   | Chevrolet Corvette Z06 GT3.R | 18  | 22  |     |     |     |     |     |     |     |     | 56.º | 251    | [ 3 ] |

### Asian Le Mans Series
(Clave) (negrita indica pole position) (cursiva indica vuelta rápida)

| Año     | Escudería             | Clase | Automóvil           | 1   | 2   | 3   | 4   | 5   | 6   | Pos. | Puntos | Ref.   |
| ------- | --------------------- | ----- | ------------------- | --- | --- | --- | --- | --- | --- | ---- | ------ | ------ |
| 2023    | WTM by Rinaldi Racing | LMP3  | Duqueine M30 - D-08 | DUB | DUB | YMC | YMC |     |     | 5.º  | 31     | [ 19 ] |
| 2023    | WTM by Rinaldi Racing | LMP3  | Duqueine M30 - D-08 | Ret | 4   | 3   | Ret |     |     | 5.º  | 31     | [ 19 ] |
| 2024-25 | AF Corse              | GT    | Ferrari 296 GT3     | SEP | SEP | DUB | DUB | YMC | YMC | 19.º | 9      | [ 20 ] |
| 2024-25 | AF Corse              | GT    | Ferrari 296 GT3     | 20  | 10  | WD  | WD  | 6   | Ret | 19.º | 9      | [ 20 ] |

### Campeonato Mundial de Resistencia de la FIA
(Clave) (negrita indica pole position) (cursiva indica vuelta rápida)

| Año  | Escudería       | Clase    | Automóvil               | 1   | 2   | 3   | 4   | 5   | 6   | 7   | Pos. | Puntos | Ref.   |
| ---- | --------------- | -------- | ----------------------- | --- | --- | --- | --- | --- | --- | --- | ---- | ------ | ------ |
| 2023 | Corvette Racing | LMGTE Am | Chevrolet Corvette C8.R | SEB | POR | SPA | LMS | MNZ | FUJ | BHR | 1.º  | 164    | [ 21 ] |
| 2023 | Corvette Racing | LMGTE Am | Chevrolet Corvette C8.R | 1   | 1   | 2   | 1   | 4   | 2   | 7   | 1.º  | 164    | [ 21 ] |